# Bilo Polje
Bilo Polje je naseljeno mjesto u gradu Livnu, Federacija Bosne i Hercegovine, BiH.

## Zemljopis
Nalazi se na sjevernoj obali Buškog jezera. Zapadno je Podgradina, sjeverozapadno su Vržerala, sjeverno je Podhum, sjeveroistočno su Miši i jezero, istočno-jugoistočno je Golinjevo. Sjeverno teče Mandek.

## Stanovništvo

### 1991.
Nacionalni sastav stanovništva 1991. godine, bio je sljedeći:
ukupno: 77
- Hrvati - 76
- ostali, neopredijeljeni i nepoznato - 1

### 2013.
Nacionalni sastav stanovništva 2013. godine, bio je sljedeći:
ukupno: 82
- Hrvati - 82